# Antennariinae
Antennariinae son una subfamilia de peces sapo, de la familia Antennariidae. Esta familia fue sometida en 2011 a una revisión por Rachel J. Arnold y Theodore W. Pietsch.
Mientras que la subfamilia  Histiophryninae tiene un área limitada de distribución, ubicada en el Indo-Pacífico, desde Taiwán hasta Tasmania, la Antennariinae se encuentran en los mares tropicales y subtropicales de todo el mundo, excepto en el Mediterráneo.

## Características
Todos los miembros de Antennariinae tienen el típico cuerpo corto de todos los pescadores, esférico pero aplanado lateralmente. Boca grande, con 2 a 4 filas más o menos irregulares de dientes pequeños y viliformes en las mandíbulas superior e inferior. Tienen filamentos o apéndices cutáneos de color y patrón muy variable. Presentan tres espinas dorsales, la más anterior (illicium) libre y modificada como un señuelo, por lo general con un cebo carnoso. La subfamilia Antennariinae difiere de la subfamilia Histiophryninae por la presencia de una espina más entre las espinas dorsales y metapterigoideo, que forma la parte posteroventral de la órbita, y el epural, alargado, independiente del hueso del esqueleto caudal, después de los últimos arcos neurales de la columna vertebral.
Otra característica de la subfamilia es la ausencia de un comportamiento de cría, mientras que los Histiophryninae poseen diversas formas de cuidado de sus crías. Los Antennariinae son reproductores libres y eclosionan de los huevos pelágicos las larvas.

## Filogenia
Antennariinae es un grupo hermano de la subfamilia Histiophryninae. Antennariinae puede a su vez dividirse internamente en dos clados: el género basal Fowlerichthys y un clado formado por otros tres géneros:
|  | Antennatus                                              |
|  |                                                         |
|  | \| \| Histrio \| \| \| \| \| \| Antennarius \| \| \| \| |
|  |                                                         |
|  | Histrio                                                 |
|  |                                                         |
|  | Antennarius                                             |
|  |                                                         |

|  | Histrio     |
|  |             |
|  | Antennarius |
|  |             |

|  | Antennatus                                              |
|  |                                                         |
|  | \| \| Histrio \| \| \| \| \| \| Antennarius \| \| \| \| |
|  |                                                         |
|  | Histrio                                                 |
|  |                                                         |
|  | Antennarius                                             |
|  |                                                         |

|  | Histrio     |
|  |             |
|  | Antennarius |
|  |             |

|  | Antennatus                                              |
|  |                                                         |
|  | \| \| Histrio \| \| \| \| \| \| Antennarius \| \| \| \| |
|  |                                                         |
|  | Histrio                                                 |
|  |                                                         |
|  | Antennarius                                             |
|  |                                                         |

|  | Histrio     |
|  |             |
|  | Antennarius |
|  |             |

|  | Antennatus                                              |
|  |                                                         |
|  | \| \| Histrio \| \| \| \| \| \| Antennarius \| \| \| \| |
|  |                                                         |
|  | Histrio                                                 |
|  |                                                         |
|  | Antennarius                                             |
|  |                                                         |

|  | Histrio     |
|  |             |
|  | Antennarius |
|  |             |

Falta por precisar la filogenia del género Nudiantennarius.